# Grand Prix Formule 1 van Duitsland 2013
De Grand Prix Formule 1 van Duitsland 2013 werd gehouden op 7 juli 2013 op de Nürburgring. Het was de negende race van het kampioenschap.

## Wedstrijdverslag

### Achtergrond

#### DRS-systeem
Voor het DRS-systeem werden er twee DRS-zones gebruikt. De eerste zone lag op het rechte stuk van start-finish tussen bocht 15 en bocht 1, het detectiepunt voor deze zone bevond zich vlak voor bocht 15. De tweede zone lag op het rechte stuk tussen bocht 11 en bocht 13, het detectiepunt voor deze zone bevond zich vlak voor bocht 10. De DRS gaat alleen open als een coureur zich op het de detectiepunt binnen een seconde afstand van zijn voorganger bevindt.

### Kwalificatie
Lewis Hamilton veroverde poleposition en behaalde daarmee zijn tweede pole op rij, zijn derde van het seizoen en Mercedes' zesde van het seizoen. Het Red Bull-duo Sebastian Vettel en Mark Webber startte van de plekken twee en drie, terwijl de Lotus-teamgenoten Kimi Räikkönen en Romain Grosjean als vierde en vijfde van start gingen. Daniel Ricciardo startte in zijn Toro Rosso als zesde, voor de Ferrari's van Felipe Massa en Fernando Alonso op P7 en P8. Twee coureurs zetten geen tijd neer tijdens Q3: Jenson Button (McLaren) en Nico Hülkenberg (Sauber). Zij startten hierdoor als negende en tiende.
Na afloop van de kwalificatie kreeg Caterham-coureur Charles Pic een straf van vijf plaatsen op de grid na een versnellingsbakwissel. Hij ging in de race als 22e en laatste van start.

### Race
Sebastian Vettel was de winnaar van de race. Hij won daarmee zijn eerste Grand Prix van Duitsland. Na een spannende slotfase bleef Vettel Kimi Räikkönen, die tweede werd, nipt voor. De teamgenoot van Räikkönen, Romain Grosjean, werd derde. Daarmee stonden beide rijders van Lotus op het podium.
Tijdens de race werd een cameraman geraakt door een losgeraakt wiel. Het wiel was afkomstig van de wagen van Mark Webber. Nadat Webber een pitstop had gemaakt, verloor hij in de pitstraat het losgeraakte rechter achterwiel. Uit voorzorg werd de cameraman per helikopter naar het ziekenhuis van Koblenz overgevlogen.

## Vrije trainingen
- Er wordt enkel de top 5 weergegeven.

| Vrije training 1 | Pos | No | Coureur          | Constructeur            | Tijd     |
| ---------------- | --- | -- | ---------------- | ----------------------- | -------- |
| Vrije training 1 | 1   | 10 | Lewis Hamilton   | Mercedes                | 1:31.754 |
| Vrije training 1 | 2   | 9  | Nico Rosberg     | Mercedes                | 1:31.973 |
| Vrije training 1 | 3   | 2  | Mark Webber      | Red Bull Racing-Renault | 1:32.789 |
| Vrije training 1 | 4   | 15 | Adrian Sutil     | Force India-Mercedes    | 1:32.822 |
| Vrije training 1 | 5   | 7  | Kimi Räikkönen   | Lotus-Renault           | 1:32.956 |
| Vrije training 2 | Pos | No | Coureur          | Constructeur            | Tijd     |
| Vrije training 2 | 1   | 1  | Sebastian Vettel | Red Bull Racing-Renault | 1:30.416 |
| Vrije training 2 | 2   | 9  | Nico Rosberg     | Mercedes                | 1:30.651 |
| Vrije training 2 | 3   | 2  | Mark Webber      | Red Bull Racing-Renault | 1:30.683 |
| Vrije training 2 | 4   | 8  | Romain Grosjean  | Lotus-Renault           | 1:30.843 |
| Vrije training 2 | 5   | 7  | Kimi Räikkönen   | Lotus-Renault           | 1:30.848 |
| Vrije training 3 | Pos | No | Coureur          | Constructeur            | Tijd     |
| Vrije training 3 | 1   | 1  | Sebastian Vettel | Red Bull Racing-Renault | 1:29.517 |
| Vrije training 3 | 2   | 9  | Nico Rosberg     | Mercedes                | 1:30.193 |
| Vrije training 3 | 3   | 2  | Mark Webber      | Red Bull Racing-Renault | 1:30.211 |
| Vrije training 3 | 4   | 3  | Fernando Alonso  | Ferrari                 | 1:30.621 |
| Vrije training 3 | 5   | 4  | Felipe Massa     | Ferrari                 | 1:30.639 |

Testcoureurs:

- Rodolfo González (Marussia-Cosworth; P21)

## Kwalificatie
| Pos                 | No | Coureur             | Constructeur            | Q1       | Q2       | Q3        | Grid |
| ------------------- | -- | ------------------- | ----------------------- | -------- | -------- | --------- | ---- |
| 1                   | 10 | Lewis Hamilton      | Mercedes                | 1:31.131 | 1:30.152 | 1:29.398  | 1    |
| 2                   | 1  | Sebastian Vettel    | Red Bull Racing-Renault | 1:31.269 | 1:29.992 | 1:29.501  | 2    |
| 3                   | 2  | Mark Webber         | Red Bull Racing-Renault | 1:31.428 | 1:30.217 | 1:29.608  | 3    |
| 4                   | 7  | Kimi Räikkönen      | Lotus-Renault           | 1:30.676 | 1:29.852 | 1:29.892  | 4    |
| 5                   | 8  | Romain Grosjean     | Lotus-Renault           | 1:31.242 | 1:30.005 | 1:29.959  | 5    |
| 6                   | 19 | Daniel Ricciardo    | STR-Ferrari             | 1:31.081 | 1:30.223 | 1:30.528  | 6    |
| 7                   | 4  | Felipe Massa        | Ferrari                 | 1:30.547 | 1:29.825 | 1:31.126  | 7    |
| 8                   | 3  | Fernando Alonso     | Ferrari                 | 1:30.709 | 1:29.962 | 1:31.209  | 8    |
| 9                   | 5  | Jenson Button       | McLaren-Mercedes        | 1:31.181 | 1:30.269 | geen tijd | 9    |
| 10                  | 11 | Nico Hülkenberg     | Sauber-Ferrari          | 1:31.132 | 1:30.231 | geen tijd | 10   |
| 11                  | 9  | Nico Rosberg        | Mercedes                | 1:31.322 | 1:30.326 |           | 11   |
| 12                  | 14 | Paul di Resta       | Force India-Mercedes    | 1:31.322 | 1:30.697 |           | 12   |
| 13                  | 6  | Sergio Pérez        | McLaren-Mercedes        | 1:31.498 | 1:30.933 |           | 13   |
| 14                  | 12 | Esteban Gutiérrez   | Sauber-Ferrari          | 1:31.681 | 1:31.010 |           | 14   |
| 15                  | 15 | Adrian Sutil        | Force India-Mercedes    | 1:31.320 | 1:31.010 |           | 15   |
| 16                  | 18 | Jean-Éric Vergne    | STR-Ferrari             | 1:31.629 | 1:31.104 |           | 16   |
| 17                  | 17 | Valtteri Bottas     | Williams-Renault        | 1:31.693 |          |           | 17   |
| 18                  | 16 | Pastor Maldonado    | Williams-Renault        | 1:31.707 |          |           | 18   |
| 19                  | 20 | Charles Pic         | Caterham-Renault        | 1:32.937 |          |           | 22   |
| 20                  | 22 | Jules Bianchi       | Marussia-Cosworth       | 1:33.063 |          |           | 19   |
| 21                  | 21 | Giedo van der Garde | Caterham-Renault        | 1:33.734 |          |           | 20   |
| 22                  | 23 | Max Chilton         | Marussia-Cosworth       | 1:34.098 |          |           | 21   |
| 107% tijd: 1:36.885 |    |                     |                         |          |          |           |      |

## Race
| Pos | No | Coureur             | Constructeur            | Rondes | Tijd/Oorzaak uitval | Grid | Punten |
| --- | -- | ------------------- | ----------------------- | ------ | ------------------- | ---- | ------ |
| 1   | 1  | Sebastian Vettel    | Red Bull Racing-Renault | 60     | 1:41:14.711         | 2    | 25     |
| 2   | 7  | Kimi Räikkönen      | Lotus-Renault           | 60     | +1.008              | 4    | 18     |
| 3   | 8  | Romain Grosjean     | Lotus-Renault           | 60     | +5.830              | 5    | 15     |
| 4   | 3  | Fernando Alonso     | Ferrari                 | 60     | +7.721              | 8    | 12     |
| 5   | 10 | Lewis Hamilton      | Mercedes                | 60     | +26.927             | 1    | 10     |
| 6   | 5  | Jenson Button       | McLaren-Mercedes        | 60     | +27.996             | 9    | 8      |
| 7   | 2  | Mark Webber         | Red Bull Racing-Renault | 60     | +37.562             | 3    | 6      |
| 8   | 6  | Sergio Pérez        | McLaren-Mercedes        | 60     | +38.306             | 13   | 4      |
| 9   | 9  | Nico Rosberg        | Mercedes                | 60     | +46.821             | 11   | 2      |
| 10  | 11 | Nico Hülkenberg     | Sauber-Ferrari          | 60     | +49.892             | 10   | 1      |
| 11  | 14 | Paul di Resta       | Force India-Mercedes    | 60     | +53.771             | 12   |        |
| 12  | 19 | Daniel Ricciardo    | STR-Ferrari             | 60     | +56.975             | 6    |        |
| 13  | 15 | Adrian Sutil        | Force India-Mercedes    | 60     | +57.738             | 15   |        |
| 14  | 12 | Esteban Gutiérrez   | Sauber-Ferrari          | 60     | +1:00.160           | 14   |        |
| 15  | 16 | Pastor Maldonado    | Williams-Renault        | 60     | +1:01.929           | 18   |        |
| 16  | 17 | Valtteri Bottas     | Williams-Renault        | 59     | +1 ronde            | 17   |        |
| 17  | 20 | Charles Pic         | Caterham-Renault        | 59     | +1 ronde            | 22   |        |
| 18  | 21 | Giedo van der Garde | Caterham-Renault        | 59     | +1 ronde            | 20   |        |
| 19  | 23 | Max Chilton         | Marussia-Cosworth       | 59     | +1 ronde            | 21   |        |
| DNF | 18 | Jean-Éric Vergne    | STR-Ferrari             | 22     | Hydraulica          | 16   |        |
| DNF | 22 | Jules Bianchi       | Marussia-Cosworth       | 21     | Motor               | 19   |        |
| DNF | 4  | Felipe Massa        | Ferrari                 | 3      | Spin                | 7    |        |

## Standen na de Grand Prix
- Er wordt enkel de top 5 weergegeven.

| Positie | Nummer | Rijder           | Team                    | Punten |
| ------- | ------ | ---------------- | ----------------------- | ------ |
| 1 ()    | 1      | Sebastian Vettel | Red Bull Racing-Renault | 157    |
| 2 ()    | 3      | Fernando Alonso  | Ferrari                 | 123    |
| 3 ()    | 7      | Kimi Räikkönen   | Lotus-Renault           | 116    |
| 4 ()    | 10     | Lewis Hamilton   | Mercedes                | 99     |
| 5 ()    | 2      | Mark Webber      | Red Bull Racing-Renault | 93     |

| Positie | Nummers | Team                    | Rijders                        | Punten |
| ------- | ------- | ----------------------- | ------------------------------ | ------ |
| 1 ()    | 1 2     | Red Bull Racing-Renault | Sebastian Vettel Mark Webber   | 250    |
| 2 ()    | 9 10    | Mercedes                | Nico Rosberg Lewis Hamilton    | 183    |
| 3 ()    | 3 4     | Ferrari                 | Fernando Alonso Felipe Massa   | 180    |
| 4 ()    | 7 8     | Lotus-Renault           | Kimi Räikkönen Romain Grosjean | 157    |
| 5 ()    | 14 15   | Force India-Mercedes    | Paul di Resta Adrian Sutil     | 59     |